# Johann Pscheidt
Johann Pscheidt (* 28. März 1890 in Rădăuți; † 1. Mai 1980 in Freilassing) war ein österreichischer Bauunternehmer, der sich während der Zeit des Nationalsozialismus für Juden einsetzte. Er erhielt 1963 den Titel Gerechter unter den Völkern.

## Leben
Pscheidts Eltern Franz und Ludovika waren Bukowinadeutsche. Johann Pscheidt besuchte die Volksschule und eine Fachschule für Chemie. In den 1930er Jahren leitete er ein Bauunternehmen in Czernowitz. Nach dem Hitler-Stalin-Pakt kam er in die Region des Dombrowaer Kohlebeckens (Sosnowiec, Będzin und Zawiercie) in Polen, wo er als Bauunternehmer und Treuhänder für „arisierte“ jüdische Betriebe arbeitete und bereits unmittelbar nach seiner Ankunft Wege suchte, Juden vor einer Deportation in Konzentrationslager zu schützen. Um die jüdische Untergrund- und Widerstandsbewegung im Ghetto des Kohlebeckens zu unterstützen, eröffnete Pscheidt die Schuhcremefabrk „Rekord“, die fortan als Zufluchts- und Durchgangsplatz für Flüchtlinge aus dem Ghetto diente.
Pscheidt stattete sie außerdem mit gefälschten arischen Papieren aus und beschaffte für viele von ihnen Anweisungen vom Arbeitsbeschaffungsamt in Tarnów an das Arbeitsbeschaffungsamt in Wien, den Flüchtlingen als polnische Fremdarbeiter Arbeit zuzuteilen. Auf diese Weise rettete er im Laufe von vier Monaten circa 80 Menschen das Leben.
Nach dem Krieg ging Pscheidt nach Wien und später nach Salzburg. Er arbeitete bei einer Schuhcremefirma in Itzling, später gründete er eine eigene Firma für Schuh- und Bodenpasta.
Am 25. Februar 1963 beschloss Yad Vashem, die Medaille der „Gerechten der Völker“ an Johann Pscheidt zu verleihen.